# Roberto Hilbert
Roberto Hilbert (Forchheim, 16 de Outubro de 1984) é um futebolista alemão. Atualmente joga pelo Bayer Leverkusen.

## Carreira
Hilbert começou a carreira no 1. SC Feucht.

## Títulos
Stuttgart
- Bundesliga: 2006–07

Besiktas
- Copa da Turquia: 2010–11